# Oberlanzendorf
Oberlanzendorf ist der südwestliche Teil der Gemeinde Lanzendorf im Bezirk Bruck an der Leitha in Niederösterreich.

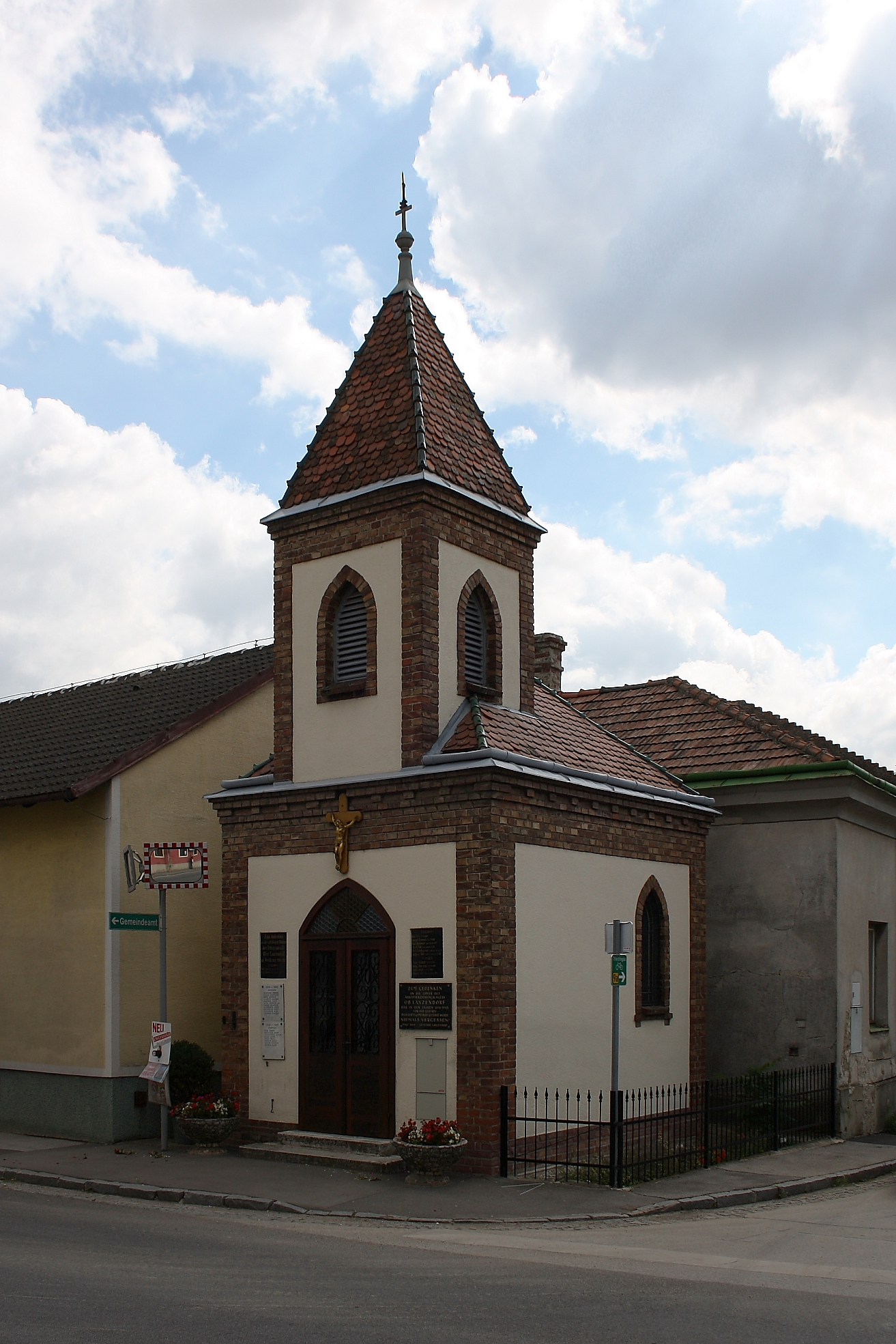
Kapelle von Oberlanzendorf

## Geschichte
Vor 1938 war Oberlanzendorf landwirtschaftlich geprägte Ortsgemeinde. Laut Adressbuch von Österreich waren damals ein Gärtner, zwei Gastwirte, ein Gemischtwarenhändler, eine Molkerei, ein Posamenthersteller, ein Schlosser, ein Schuster und mehrere Landwirte ansässig. 1938 wurde Oberlanzendorf gemeinsam mit den eigenständigen Schwestergemeinden Unterlanzendorf und Maria-Lanzendorf in die Stadt Groß-Wien eingemeindet. Letzter Bürgermeister war Andreas Radlinger.
Mit 1. September 1954 wurde Oberlanzendorf und gleichzeitig Unterlanzendorf von Wien ausgegliedert, zur neuen Gemeinde Lanzendorf vereinigt und in den neu geschaffenen Bezirk Wien-Umgebung eingegliedert. Der angestrebte Zusammenschluss mit Maria Lanzendorf scheiterte am Widerstand eines Teiles des dortigen provisorischen Gemeinderates. Oberlanzendorf bildet heute eine Katastralgemeinde; auf seinem Gebiet befinden sich Ortsverwaltung, Volks- und Hauptschule, Abfallzentrum sowie die Caritas-Behinderteneinrichtungen.
Zur Zeit des Nationalsozialismus (ab 1941) war in Oberlanzendorf ein Arbeitserziehungslager (AEL) mit einer eigenen Frauenabteilung stationiert.

## Kapelle
Die Kapelle an der Kreuzung Mödlinger Bundesstraße / Pellendorfer Straße ist ein Rechteckbau mit Sichtziegelgliederung, mächtigen Giebelreiter und Pyramidenhelm. Sie wurde 1911 errichtet und an der Eingangsseite sind mehrere Gedenktafel angebracht.

## Schloss
Das Schloss Lanzendorf wurde im 17. Jahrhundert errichtet und seitdem mehrmals verändert. Heute ist es Standort eines Behindertenheimes der Caritas der Erzdiözese Wien.

## Persönlichkeiten
- Carl Bolze (1832–1913), deutscher Maler